# L'Héritage de Malcolm
Pour plus de détails, voir Fiche technique et Distribution.
L'Héritage de Malcolm (Homegrown) est un film américain réalisé par Stephen Gyllenhaal, sorti en 1998.

## Synopsis
À la suite du meurtre inopiné de leur patron, trois hommes de main, impliqués dans un vaste réseau de drogue douce, décident de poursuivre l'affaire tout en omettant d'ébruiter le désolant décès.

## Fiche technique
- Titre français : L'Héritage de Malcolm
- Titre original : Homegrown
- Réalisation : Stephen Gyllenhaal
- Scénario : Stephen Gyllenhaal & Nicholas Kazan
- Musique : Trevor Rabin
- Photographie : Greg Gardiner
- Montage : Michael Jablow
- Production : Jason Clark
- Société de production : Lakeshore International
- Société de distribution : TriStar Pictures (États-Unis), Columbia TriStar Films (France)
- Pays de production :  États-Unis
- Langue : Anglais
- Format : Couleur - Dolby Digital - SDDS - 1.85:1
- Genre : Comédie
- Durée : 102 min

## Distribution
- Billy Bob Thornton : Jack Marsden
- Hank Azaria : Carter
- Kelly Lynch : Lucy
- Ryan Phillippe : Harlan Dykstra
- Jon Bon Jovi : Danny
- John Lithgow : Malcolm / Robert Stockman
- Ted Danson : Gianni Saletzzo
- Jamie Lee Curtis : Sierra Kahan
- Matt Ross : Ben Hickson
- Judge Reinhold : Le policier
- Jon Tenney : Le pilote d'hélicoptère
- Matt Clark : Le shérif Stanley Kroopf
- Jake Gyllenhaal : Jake / Blue Kahan